# Stary Dwór w Goszycach

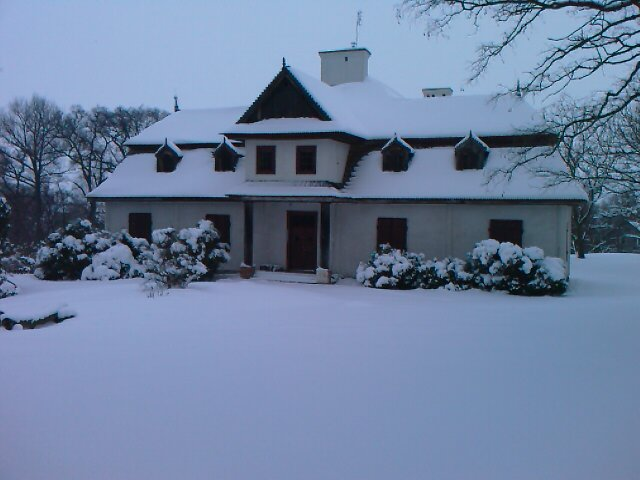
Stary Dwór w Goszycach zimą

Stary Dwór w Goszycach – dwór położony w Goszycach, w północno-wschodniej części województwa małopolskiego.

## Dzieje
Jest najstarszym zachowanym dworem drewnianym w Polsce. Został zbudowany w 2. poł. XVII wieku, najprawdopodobniej w 1673 roku. Świadczy o tym spis inwentarski sporządzony w 1693 r., najprawdopodobniej w celach spadkowych. Tradycja łączy go z czasami Jana III Sobieskiego. Ówczesny właściciel bowiem miał uczestniczyć w wojnach tureckich. Świadczą o tym półksiężyce na krańcach kalenicy dachu. W XVIII w. dobudowano alkierz i kuchnię od północy. W XIX w. majątek Goszyce został wykupiony przez prof. Wojciecha Boduszyńskiego, lekarza, profesora UJ. W 1830 r. dwór dostał się w ręce rodziny Zawiszów. Do 1945 r. właścicielką majątku w Goszycach była Zofia z Zawiszów Kernowa, pisarka, żołnierz Legionów. W 1945 dwór wraz z całym majątkiem został wywłaszczony i przeszedł na własność państwa. Użytkowany był przez Akademię Górniczo-Hutniczą w Krakowie. W latach 60. XX w. administrowany był przez Stację Hodowli Roślin w Skrzeszowicach; w tym okresie budynek uległ dewastacji. Od 1983 stanowi własność prywatną i nie jest udostępniony do zwiedzania.
Obiekt został wpisany do rejestru zabytków – nr rej.: A-350 z 24.12.1955 i z 8.02.1972.